# برزانلو
برزانلو یک روستا در ایران است که در بخش جلگه شوقان واقع شده‌است. برزانلو ۳۱۶ نفر جمعیت دارد.